# Plateau Secașelor
Le plateau Secașelor (en roumain : Podișul Secașelor, connu localement comme : Țara Secașelor ou Ținutul Secașelor) est une région du plateau transylvain située au sud de la rivière Târnava Mare,. 